# Acanthopsoides gracilentus
Acanthopsoides gracilentus és una espècie de peix de la família dels cobítids i de l'ordre dels cipriniformes.

## Morfologia
- Els mascles poden assolir 6 cm de llargària total.[5]

## Alimentació
Menja invertebrats bentònics.

## Hàbitat
Viu en zones de clima tropical.

## Distribució geogràfica
Es troba a Àsia: conques dels rius Mekong, Chao Phraya i Maeklong.